# Двухцветная филломедуза
Двухцветная филломедуза (лат. Phyllomedusa bicolor) — вид бесхвостых земноводных из семейства Phyllomedusidae. Они встречаются в бассейне Амазонки, а также на некоторых прилегающих к нему территориях.

## Описание
Самцы достигают в длину 91—103 мм, а самки — 111—119 мм от носа до пяток. Спина светло-зелёная, брюхо белое либо жёлто-белое или кремовое. Нижние губы, грудь и передние конечности окрашены в редкие белые пятна с тёмными краями. Пальцы бледно-коричневые, с большими зелёными подушечками. Есть заметные железы позади каждого глаза на тимпане. Это даёт животному возможность чётко видеть в воде. Радужная оболочка тёмно-серого цвета.

## Распространение
Вид обитает в тропических лесах Амазонии на севере Боливии, в западной и северной Бразилии, в восточной Колумбии, восточном Перу, в юго-восточной Венесуэле и в Гайане. Иногда он встречается также в пойменных лесных районах Серрадо, огромной тропической саванны Бразилии

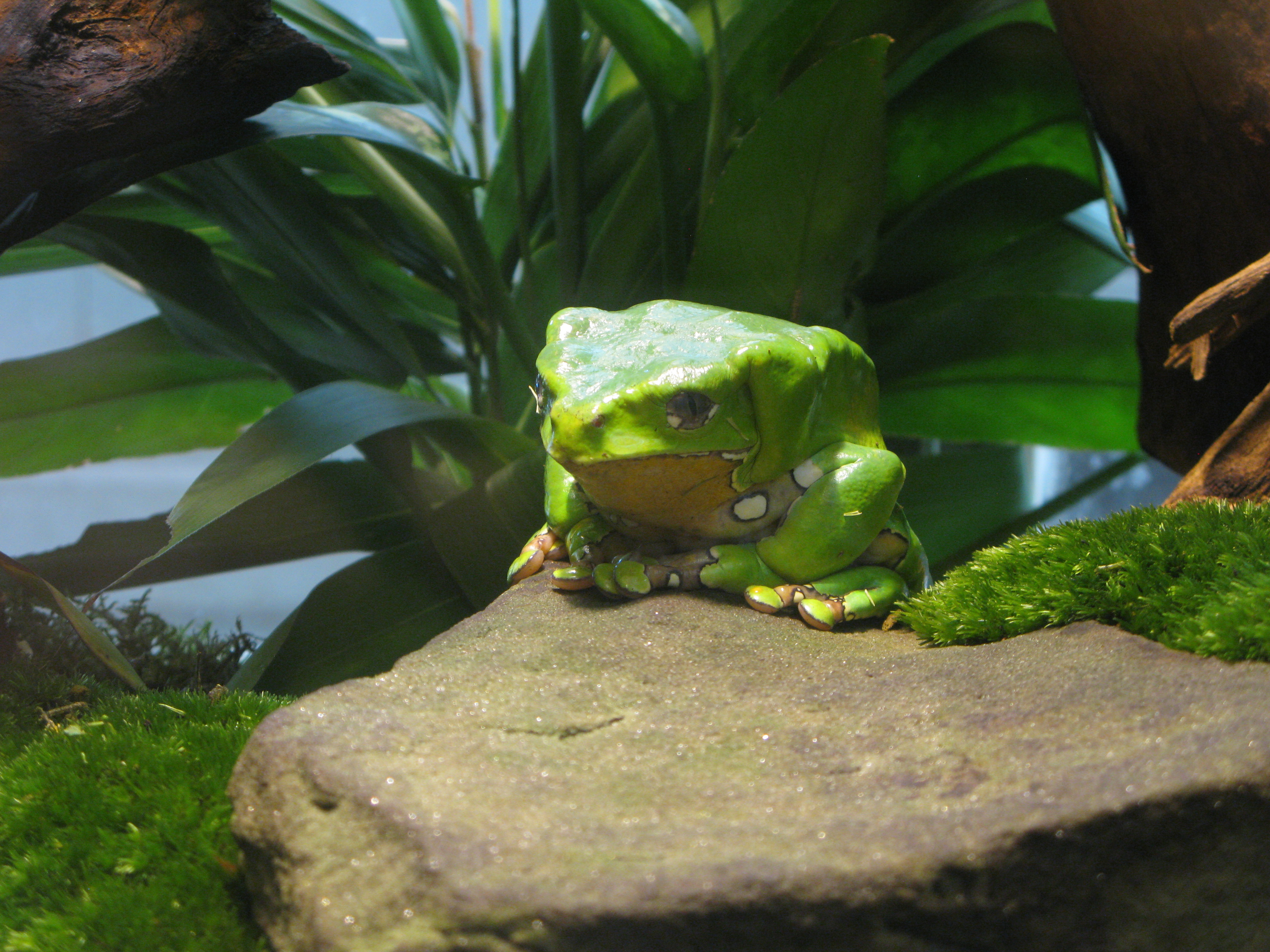
Phyllomedusa bicolor

## Охрана
База данных МСОП по видам, находящимся под угрозой исчезновения видов причисляет P. bicolor к категории «Виды под наименьшей угрозой», учитывая их широкое распространение и большую численность.

## Использование в народной медицине
Эта лягушка не такая ядовитая, как некоторые другие лягушки Амазонии, но нанесение её выделений на кожу, не приводя к летальному исходу, тоже вызывает галлюцинации и расстройства желудочно-кишечного тракта. Используется в народной медицине при лечении болезней и в обряде инициации юношей и девушек многих местных индейских племён, так как после излечения ощущается "лёгкость бытия". Возможно, при интоксикации, и ответе на неё организма человека, выводятся из организма и даже погибают многие паразиты, особенно  желудочно-кишечного тракта.  Кожная секреция лягушки содержит такие вещества, как deltorphin, deltorphin I, deltorphin II и dermorphin.